# Base aérienne Prince-Hassan
La base aérienne Prince-Hassan (en arabe, قاعدة الامير حسن الجوية - الصفاوي, en anglais, Prince Hassan Air Base, H5) est une base de la Force aérienne royale jordanienne située au nord-est d'Amman. Depuis 2014, des militaires français sont stationné dans cette base,.

## Histoire
H-5 est à l'origine une station de pompage pour l'oléoduc de Mossoul à Haïfa, disposant d'une piste d'aviation qui est utilisée par les appareils de la Royal Air Force et de l'Iraq Petroleum Company qui, entre autres missions, transportent le courrier entre Bagdad, Amman et Le Caire.
La base aérienne est ouverte en 1969 et nommée en l'honneur du prince El Hassan. 
Le 9e escadron sur F-104A Starfighter y voit le jour.
En 2015, le 6e escadron de reconnaissance (sur F-5) et le 17e escadron OCU (Operational Conversion Unit, sur BAe Hawk Mk.63) y sont basés.

## OpérationChammal
Depuis la fin 2014, six Mirage 2000D de la 3e escadre de chasse de l'Armée de l'air française sont déployés sur la base. 
Le 15 octobre 2015, le colonel Emmanuel prend le commandement de cette base aérienne projetée.
Les Mirage 2000D sont utilisés dans le cadre des missions de l'opération Chammal contre l'État islamique, notamment lors du raid du 15 novembre 2015 qui a fait suite aux attentats du 13 novembre 2015 en France.
Depuis octobre 2017, quatre Dassault Rafale de l'Armée de l'air y sont basés, opérés par 300 militaires français,.
En août 2021, un système anti-missile "Mamba" y est déployé pour assurer la protection anti-aérienne, et éprouver le système dans des conditions climatiques désertiques. Il s'agit du premier déploiement de ce système d'arme en dehors du territoire métropolitain.